# Чикамога (језеро)
Чикамога (енгл. Chickamauga Lake) је вештачко језеро у Сједињеним Америчким Државама. Налази се на територији америчке савезне државе Тенеси. Површина језера износи 148 km².